# Újpest FC II
A Újpest FC B a Újpest FC ificsapata, jelenleg az NB III. Közép csoportjában szerepel. 

## Jelenlegi keret
2011. július 7. szerint.
| #  |     | Poszt | Név              |
| -- | --- | ----- | ---------------- |
| 1  | HUN | K     | Bordás Dániel    |
| 26 | HUN | K     | Bozsó Antal      |
| 36 | HUN | K     | Esterházy Mátyás |
| 6  | HUN | V     | Hibó Imre        |
| 25 | HUN | V     | Domonyi Roland   |
| 17 | HUN | V     | Litauszki Róbert |
| 5  | HUN | V     | Privigyei Ádám   |
| 3  | HUN | V     | Szalai Vilmos    |
| 4  | HUN | V     | Tóvizi Tamás     |
| 2  | HUN | KP    | Dencz Dávid      |
| 11 | HUN | KP    | Bán Zsolt        |
| 22 | HUN | KP    | Hullám Attila    |

| #  |     | Poszt | Név                |
| -- | --- | ----- | ------------------ |
| 16 | HUN | KP    | Kovács Dávid       |
| 27 | HUN | KP    | Kovács Imre        |
| 7  | HUN | KP    | Popovics Bertold   |
| 14 | HUN | KP    | Bogdán Márk        |
| 15 | HUN | KP    | Ganczer Péter      |
| 20 | HUN | KP    | Urbányi Kristóf    |
| 21 | HUN | CS    | Czimmermann Patrik |
| 19 | HUN | CS    | Pfeffer Péter      |
| 8  | HUN | CS    | Széki Attila       |
| 9  | HUN | CS    | Szabó Bence        |
| 18 | HUN | CS    | Lázár Bence        |

## Akik a felnőttek közt is debütáltak (2010/2011)
- Balogh Balázs
- Banai Balázs
- Bognár István
- Egerszegi Tamás
- Lázár Bence
- Litauszki Róbert
- Magos Mátyás
- Rubus Tamás
- Szalai Vilmos
- Tajthy Tamás

## Sikerei
- NBIII-Duna csoport bajnoka: 2009-10